# Josep Vila i Sans
Josep Vila Sans (Tagamanent, 2 de febrer de 1918 - 12 de setembre de 2002) fou un empresari picapedrer i batlle de Tagamanent en el decurs de la primera i segona legislatures de la democràcia (1979-1983 i 1983-1987).
Fill d'una família de pagès originària del mas de can Pere Torn del Serrat de Tagamanent, va ser el primer de nou germans nascut al mas de La Casa Nova, vora l'antiga carretera de Ribes a Santa Eugènia del Congost, municipi de Tagamanent.
De molt jove començà a treballar d'aprenent de picapedrer a les pedreres de Folgueroles i Tagamanent amb el seu pare en Jacint Vila, que era gran mestre picapedrer. Feien voravies, llambordes i lloses de pedra vermella a mà.
L'any 1937 va anar a lluitar al front de guerra al bàndol republicà, un cop finalitzada la contesa bèl·lica va ser internat al camp de concentració de Villagodio, (Medina de Rio Seco-Valladolid), força temps. Després, com tants catalans republicans represaliats, fou obligat a fer el servei militar a la Corunya, perdent vuit anys de joventut lluny de la Família i de la seva estimada Pàtria Catalana.
Quan tornà a Tagamanent el seu pare en Jacint i l'oncle Jaume estaven empresonats, i la seva família vivia en unes condicions extremadament penoses. Tornà a treballar de picapedrer, primerament en la reconstrucció del pont de ca l'Andreu del Figueró, esfondrat durant la guerra, i també va fer de paleta (ofici) i de constructor molt de temps. En el decurs dels anys va assolir una gran anomenada en el ram de la pedra natural al nostre país. Va constituir una empresa que va arribar a tenir més de quaranta treballadors, amb pedreres a Tagamanent i Folgueroles, on produïa lloses i peces per a la construcció. Entre altres, va realitzar les obres de reconstrucció i consolidació de l'Església de Santa Maria (Tagamanent) del Turó. A finals dels anys 1980 es retirà de la feina per motius de salut.
Els anys 60 s'enamorà de na Rosa Guillot, quan ella pujava algun cap de setmana a La Casa Nova a hostatjar-s'hi, a finals dels 60 tingueren un fill, van viure plegats a La Casa Nova d'ençà l'any 1988.
Fou el primer alcalde de Tagamanent de la democràcia, encapçalant la candidatura de CDC (Convergència Democràtica de Catalunya) com a independent, fins que l'any 1987 deixà definitivament l'activitat a l'Ajuntament a causa de la seva malaltia. Va ser un gran lluitador i un defensor de les Llibertats de la nació Catalana.